# Estadio Nacional de Botsuana
El Estadio Nacional de Botsuana (en inglés: Botswana National Stadium) es un estadio de usos múltiples ubicado en la ciudad de Gaborone, Botsuana. Actualmente se utiliza sobre todo para los partidos de fútbol. El estadio tiene capacidad para 22 500 personas. 
El terreno de juego está rodeado de una pista de atletismo, se acopla como un espacio de Rugby, que ha caído en desuso, y un centro de tenis. 
El estadio se compone de un total de 10 stands, 3 de ellos cubiertos. Los 3 grandes soportes en cada extremo del estadio forman los extremos norte y sur.